# Lingua gaelica scozzese
Il gaelico scozzese (nome nativo Gàidhlig, pronuncia: [ˈkaːlɪkʲ], in inglese Scottish Gaelic) è una lingua appartenente al gruppo goidelico o gaelico delle lingue celtiche.
Viene chiamato anche "gaelico degli scozzesi", "gaelico di Scozia" o gàidhlig (adottando il nome autoctono) per evitare confusioni con le altre lingue gaeliche. Al di fuori della Scozia, viene talvolta definito erroneamente "scozzese", un uso che risale ad almeno 1 500 anni fa; un esempio è l'inglese antico Scottas.
Il gaelico scozzese non deve essere confuso con lo scots, lingua germanica strettamente legata alla lingua inglese; fin dal XVI secolo la parola scoto è stata infatti usata per designare la parlata germanica delle Lowlands, che si sviluppò a partire dalla forma nordica del primo inglese medio. In inglese scozzese, Gaelic viene pronunciato /ˈɡaːlɪk/; al di fuori della Scozia, è generalmente pronunciato /ˈɡeɪlɨk/.

## Distribuzione geografica
Il gaelico scozzese ha avuto una crisi nel '700 e nell'800, quando gli inglesi vietarono di parlarlo. 
In questa fase avvenne una vera e propria pulizia etnica, caratterizzata dall'esproprio delle terre ai clan, l'abolizione degli stessi clan, il divieto di parlare gaelico in pubblico. Nessuna tradizione poteva essere seguita (compreso il suonare la cornamusa).
L'emigrazione verso altre terre fu in parte forzata. 
Ora si sta riprendendo specialmente in ambito accademico.
Mentre nella Scozia continentale il gaelico è oggi pressoché scomparso, esso continua a essere la lingua più parlata nelle Isole Ebridi, e in particolar modo nelle Ebridi Esterne. Alle Ebridi è inoltre presente, sull'isola di Skye, l'università Sabhal Mòr Ostaig, i cui corsi sono tenuti esclusivamente in gaelico scozzese.

### Lingua ufficiale
Il gaelico scozzese è stato riconosciuto lingua ufficiale della Scozia nel 2006.

### Dialetti e lingue derivate
La lingua gaelica è anche parlata in Nuova Scozia, nel Nuovo Brunswick e nell'Isola del Principe Edoardo in Canada (gaelico canadese).

## Storia

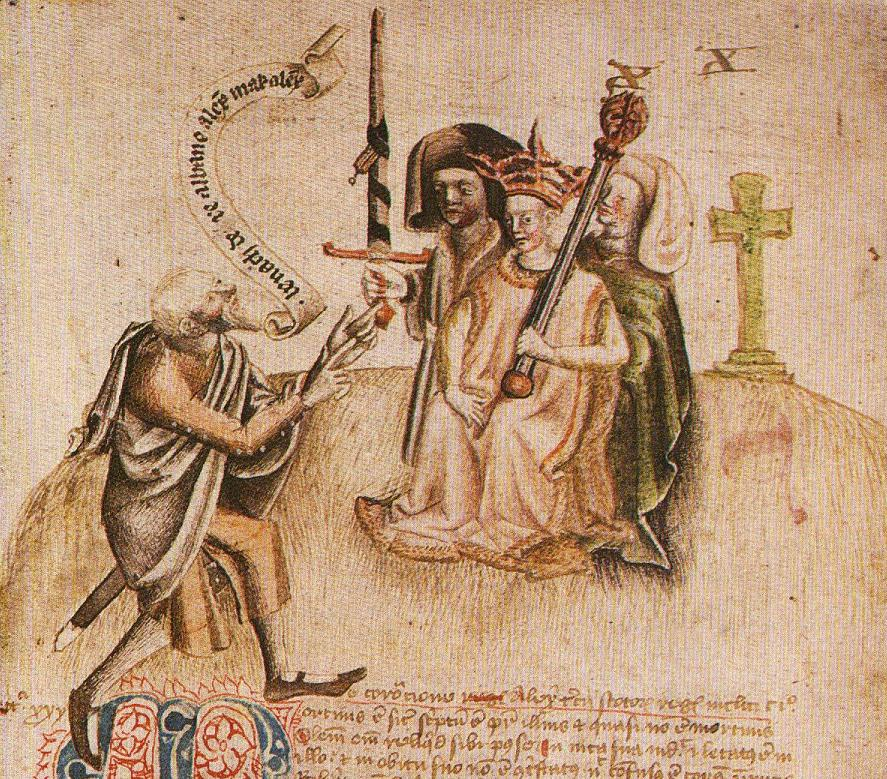
Incoronazione di Re Alessandro III a Moot Hill, Scone il 13 luglio 1249. Viene accolto dall'ollamh rígh, il poeta reale, che gli si rivolge con l'invocazione "Benach De Re Albanne" (= Beannachd Dé Rígh Alban, "Benedizione di Dio [Benedictio Dei], Re di Scozia"); il poeta reciterà quindi la genealogia di Alessandro

Il gaelico scozzese, discendente del gruppo goidelico e imparentato strettamente con l'irlandese, è il discendente della lingua tradizionale degli Scoti o Gaeli. Divenne la lingua storica della maggior parte della Scozia dopo aver sostituito il cumbrico, il pittico e l'antico norreno.
Non è chiaro per quanto tempo il gaelico fu parlato in modo esteso sul territorio scozzese, ma era parlato nell'Argyll prima del periodo dell’occupazione dei Romani. Tuttavia, non esiste un consenso su questo punto. Ciononostante, il consolidarsi del regno di Dál Riata intorno al IV secolo, con l’unione dell’attuale provincia irlandese dell'Ulster e la parte occidentale della Scozia, accelerò la diffusione del gaelico, così come accelerò il successo della Chiesa di lingua gaelica. I nomi dei luoghi mostrano come il gaelico fosse parlato nei Rhinns di Galloway verso il V o il VI secolo.
La lingua gaelica soppiantò presto il pittico a nord del fiume Forth, e fino alla fine del XV secolo venne identificato in inglese come Scottis. Il gaelico iniziò a declinare nella Scozia continentale verso l'inizio del XIII secolo, e insieme ad esso anche il suo status di lingua nazionale. Verso l'inizio del XV secolo, iniziò a delinearsi la linea di confine tra alte terre (highlands) e basse terre (lowlands).
Verso gli inizi del XVI secolo, coloro che parlavano inglese diedero alla lingua gaelica il nome Erse (che significa irlandese) e da allora fu invariabilmente la collezione di dialetti dell'inglese medio parlati all'interno del Regno degli Scoti cui essi si riferirono chiamandola Scottis (da cui scots). Ciò appare ironico perché fu esattamente in questo periodo che il gaelico andava sviluppando le sue forme distintamente scozzesi caratteristiche del periodo moderno. Ciononostante, il gaelico non è mai stato espropriato completamente del suo status di lingua nazionale, ed è tuttora riconosciuto da molti scozzesi, sia che parlino gaelico o meno, come una parte fondamentale della cultura nazionale. Altri possono vederlo principalmente come una lingua regionale delle Highlands e delle Isole scozzesi interne.
Il gaelico possiede una ricca tradizione orale (beul-aithris) e scritta, essendo stato la lingua della cultura bardica dei clan delle Highlands per diversi secoli. La lingua conservava la conoscenza e l'adesione alle leggi e ai costumi pre-feudali (rappresentati, per esempio, dalle espressioni tuatha e dùthchas). La lingua soffrì specialmente allorché gli Highlanders e le loro tradizioni vennero perseguite dopo la Battaglia di Culloden del 1746, e durante le Highland Clearances, ma le attitudini pre-feudali erano ancora evidenti nelle lamentele e nelle richieste della Lega Territoriale delle Highlands ("Highland Land League") degli ultimi anni del XIX secolo: questo movimento politico riuscì ad ottenere l'elezione di propri membri al Parlamento del Regno Unito. La Lega Territoriale fu dissolta come forza parlamentare dal 1886 Crofters' Act e dal modo in cui il Partito Liberale venne ritenuto supportivo degli obiettivi della Lega Territoriale.
Il gaelico scozzese dovrebbe più correttamente essere chiamato gaelico delle Highlands per distinguerlo dai dialetti ora defunti del gaelico delle Lowlands. Tra questi il gaelico di Galloway sembra essere stato l'ultimo dialetto gaelico ad essere parlato nelle Lowlands scozzesi, sopravvivendo fino al Primo periodo moderno. Per la fine del medioevo, il gaelico delle Lowlands era stato soppiantato dall'inglese medio/scoto delle Lowlands in quasi tutte le Lowlands, mentre il brittonico si era estinto. Non esiste, comunque, alcuna prova dell'esistenza di una linea di confine linguistica sovrapponibile a quella topografica nord-sud. Allo stesso modo, non esistono prove a partire dai nomi geografici di differenze linguistiche tra, per esempio, l'Argyll e il Galloway. I dialetti da entrambi i lati dello Stretto di Moyle (Canale del Nord) che mettono in relazione il gaelico scozzese e l'irlandese sono oggi estinti.
Sulla scorta di un riferimento bibliografico in The Carrick Covenanters di James Crichton (Senza data. “Printed at the Office of Messrs. Arthur Guthrie and Sons Ltd., 49 Ayr Road, Cumnock.”), l'ultimo posto delle Lowlands dove il gaelico era ancora parlato era il villaggio di Barr nel Carrick (solo pochi chilometri all'interno e ad est di Girvan, ma al contempo molto isolato).

## Numero di parlanti
| Anno | Popolazione della Scozia | Parlanti gaelico monolingui (%) | Bilingui gaelico-inglesi (%) | Totale gruppo linguistico gaelico (%) |
| ---- | ------------------------ | ------------------------------- | ---------------------------- | ------------------------------------- |
| 1755 | 1 265 380                | 289 798 (22,9%)                 | Sconosciuto                  | Sconosciuto                           |
| 1800 | 1 608 420                | 297 823 (18,5%)                 | Sconosciuto                  | Sconosciuto                           |
| 1881 | 3 735 573                | 231 594 (6,1%)                  | Sconosciuto                  | Sconosciuto                           |
| 1891 | 4 025 647                | 43 738 (1,1%)                   | 210 677 (5,2%)               | 254 415 (6,3%)                        |
| 1901 | 4 472 103                | 28 106 (0,6%)                   | 202 700 (4,5%)               | 230 806 (5,1%)                        |
| 1911 | 4 760 904                | 8 400 (0,1%)                    | 183 998 (3,9%)               | 192 398 (4%)                          |
| 1921 | 4 573 471                | 9 829 (0,2%)                    | 148 950 (3,3%)               | 158 779 (3,5%)                        |
| 1931 | 4 588 909                | 6 716 (0,14%)                   | 129 419 (2,82%)              | 136 135 (2,96%)                       |
| 1951 | 5 096 415                | 2 178 (0,04%)                   | 93 269 (1,83%)               | 95 447 (1,87%)                        |
| 1961 | 5 179 344                | 974 (0,02%)                     | 80 004 (1,54%)               | 80 978 (1,56%)                        |
| 1971 | 5 228 965                | 477 (0,01%)                     | 88 415 (1,69%)               | 88 892 (1,7%)                         |
| 1981 | 5 035 315                | –                               | 82 620 (1,6%)                | 82 620 (1,6%)                         |
| 1991 | 5 083 000                | –                               | 65 978 (1,4%)                | 65 978 (1,4%)                         |
| 2001 | 5 062 011                | –                               | 58 652 (1,2%)                | 58 652 (1,2%)                         |
| 2011 | 5 295 403                | –                               | 57 602 (1,1%)                | 57 602 (1,1%)                         |
| 2022 | 5 447 700                | –                               | 69 701 (1,3%)                | 69 701 (1,3%)                         |

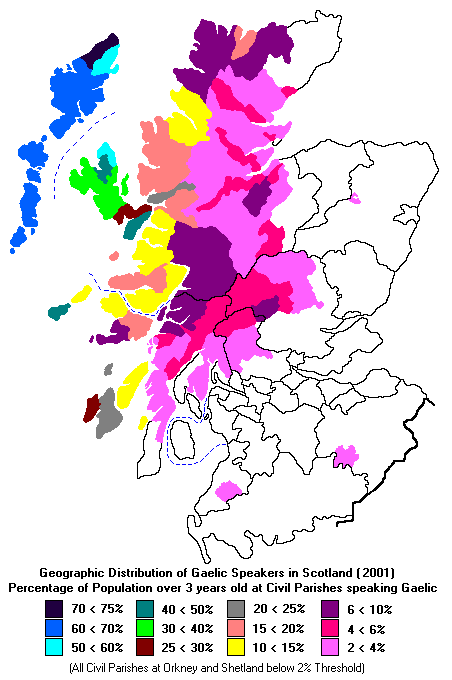
Diffusione del gaelico scozzese nel 2001, quando venne riconosciuto e tutelato per la prima volta.

Fonte: I dati relativi al periodo 1755-2001 sono relativi a censimenti riportati da MacAulay. Il dato relativo al 2011 è stato estrapolato dal censimento del 2011.

## Pronuncia

### Vocali
| Grafia | Pronuncia  | Equivalente italiano                                              | Come in                          |
| ------ | ---------- | ----------------------------------------------------------------- | -------------------------------- |
| a, á   | [a], [a]   | a, ha, gatto                                                      | bata bastone, lochán laghetto    |
| à      | [aː]       | 'a' lungo (doppiato)                                              | bàta barca                       |
| e      | [ɛ], [e]   | me, te                                                            | le con, teth caldo               |
| è, é   | [ɛː], [eː] | 'e' lungo aperto, 'e' lungo chiuso                                | sèimh bellezza, fhéin stesso     |
| i      | [i], [iː]  | mi, ti                                                            | sin quello, ith mangia           |
| ì      | [iː]       | 'i' lungo                                                         | mìn liscio                       |
| o      | [ɔ], [o]   | porta, o/ho                                                       | poca sacco, bog morbido, soffice |
| ò, ó   | [ɔː], [oː] | 'o' lungo aperto, 'o' lungo chiuso                                | pòcaid tasca, mór grande         |
| u      | [u]        | brutto                                                            | tur secco                        |
| ao     | [ɯ]        | non esiste in italiano – 'u' con le labbra nella posizione di 'i' | saoghal mondo, vita              |
| ù      | [uː]       | 'u' lungo                                                         | tùis inizio                      |

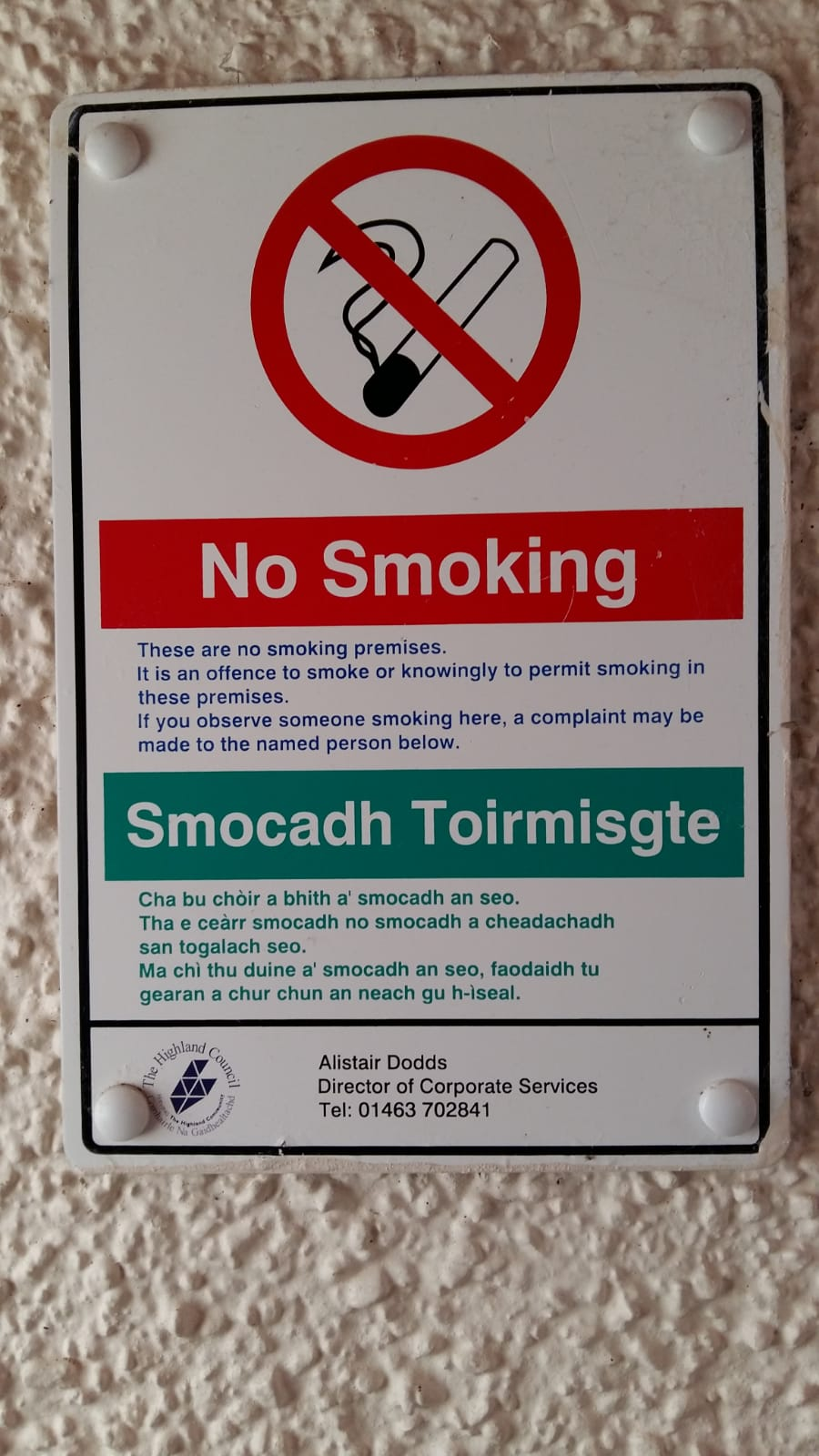
Cartello bilingue inglese/gaelico scozzese

Nota: gli equivalenti italiani sono solo approssimativi.

## Nomi di luogo

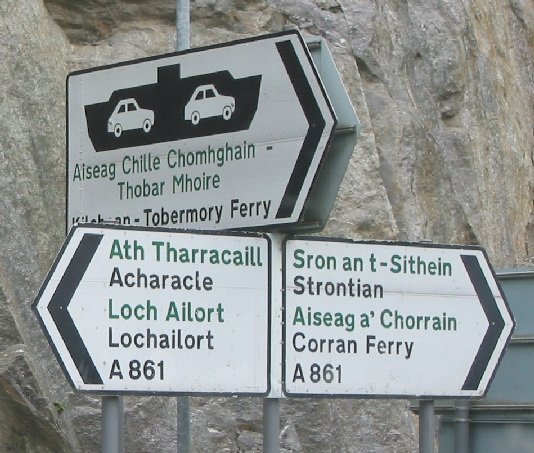
I toponimi nella loro originale lingua scozzese stanno diventando sempre più comuni nei segnali nelle Highlands scozzesi.

| Inglese      | Gaelico        |
| ------------ | -------------- |
| Aberdeen     | Obar Dheathain |
| Dumfries     | Dùn Phris      |
| Dundee       | Dùn Dèagh      |
| Edimburgo    | Dùn Èideann    |
| Fort William | An Gearasdan   |
| Glasgow      | Glaschu        |
| Inverness    | Inbhir Nis     |
| Kilmarnock   | Cill Mhearnaig |
| Paisley      | Pàislig        |
| Perth        | Peairt         |
| St Andrews   | Cill Rìmhinn   |
| Stirling     | Sruighlea      |
| Stornoway    | Steòrnabhagh   |

## Nomi di persona
Esistono vari nomi di persona propri del gaelico scozzese, quali Aonghas, Dòmhnall, Donnchadh, Coinneach, Murchadh, che con il tempo sono stati introdotti anche nella lingua inglese (Angus, Donald, Duncan, Kenneth, Murdo). Ci sono poi forme gaeliche dei più comuni nomi diffusi in Europa, come Iain (Giovanni), Alasdair (Alessandro), Uilleam (Guglielmo), Caitrìona (Caterina), Cairistìona (Cristina), Anna (Anna), Màiri (Maria).
Alcuni nomi sono confluiti nel gaelico dal norreno, per esempio Somhairle (< Somarliðr), Tormod (< Þórmóðr), Torcuil (< Þórkell, Þórketill), Ìomhair (Ívarr). Convenzionalmente, questi sono resi in inglese come Sorley (o, storicamente, Somerled), Norman, Torquil, e Iver (o Evander).
Vi sono poi nomi gaelici che non hanno un diretto equivalente in inglese: Oighrig, normalmente reso con Effie (Euphemia) o Etta (Henrietta, in passato anche con Henny e Harriet), Morag, reso con Sarah, Diorbhal, reso con Dorothy, semplicemente a causa di una somiglianza nella sillabazione; Gormul, reso con 'Gormelia' o 'Dorothy'; Beathag, con Becky (Rebecca), Betsy o Sophie.
Molti di questi nomi sono ora considerati antiquati e non sono più utilizzati. Poiché vi sono relativamente pochi nomi gaelici tradizionali, alcune famiglie nelle comunità di lingua gaelica recentemente hanno deciso di cercare nomi usati nel più ampio mondo della lingua inglese per i loro bambini. Questi nomi, naturalmente, sono privi di equivalenti in gaelico. Bisogna ancora vedere quali effetti avrà questa pratica sulla lingua, se diverrà popolare. Attualmente, è chiaro che ci sono diversi madrelingua gaelici che vogliono rompere con la tradizione. Le opinioni su queste usanze sono divise, qualcuno pensa che questo indebolisca la loro eredità culturale e linguistica, altri invece pensano che il gaelico, come ogni lingua moderna, debba mantenersi flessibile e adattabile per sopravvivere nel mondo moderno.
I noti nomi Hamish e il più recente Mhairi (pronunciato /vaːri/) vengono dalle forme gaeliche per James e Mary, rispettivamente, precisamente dalla forma che assumono nel caso vocativo: Seumas (James) (nom.) → a Sheumais (voc.), e, Màiri (Mary) (nom.) → a Mhàiri (voc.).
La forma più comune per i cognomi gaelici è quella che inizia con mac (gaelico per figlio), come nel caso di Mac GhillEathain (MacLean). Il femminile è nic, l'abbreviazione di inghean mhic figlia del figlio, quindi Catherine MacPhee, in gaelico, è propriamente Caitrìona Nic a' Phì.
Molti colori hanno dato origine a cognomi scozzesi comuni: bàn (Bain, bianco), ruadh (Roy, rosso), dubh (Dow, nero), donn (Dunn, marrone).

### Corsi di lingua
- Roibeard Ó Maolaigh, Scottish Gaelic in Twelve Weeks, Edinburgh, Birlinn, 2023, ISBN 978-1780278155
- Katie Graham, Katherine Spadaro, Colloquial Scottish Gaelic, London, Routledge, 2015, ISBN 978-1138950146
- Boyd Robertson, Iain Tailor, Teach Yourself Complete Gaelic, London, Hodder Education, 2010, ISBN 978-1444105919
- Roderick McKinnon, Teach Yourself Gaelic. London, English University Press, 1971, ISBN 0-340-15153-6

### Grammatiche
- William Lamb, Scottish Gaelic. A Comprehensive Grammar, London, Routledge, 2024, ISBN 978-0367189181
- H. Cameron Gillies, The Elements of Gaelic Grammar. Based on the work of the Rev. Alexander Stewart, München, Lincom, 2023 [London, 1902] ISBN 978-3969391778
- (FR)  Patrick Le Besco, Parlons gaélique. Écosse – Île de Man, Paris, L'Harmattan, 2019, ISBN 978-2-343-08632-3
- Michel Byrne, Gràmar na Gàidhlig, Stornoway, Stòrlann Nàiseanta na Gàidhlig, 2018, ISBN 978-1-907054-78-5
- William Lamb, Scottish Gaelic, München, Lincom, 2003, ISBN 978-3895867279

### Studi linguistici e letterari
- William Gillies, "Scottish Gaelic", in: Ball, Martin J. and Fife, James (eds) The Celtic Languages, London, Routledge, 1993, ISBN 0-415-28080-X, pp. 145–227
- Wilson McLeod (ed.), Revitalising Gaelic in Scotland: Policy, Planning and Public Discourse, Edinburgh, Dunedin Academic Press, 2006, ISBN 1-903765-59-5